# Burghausen
Burghausen is een stad in het zuidoosten van Duitsland op de grens met Oostenrijk. De rivier de Salzach vormt daar de grens tussen beide landen. Burghausen ligt op de noordoever van de Salzach. Boven de stad ligt de Burg zu Burghausen, een burcht uit de middeleeuwen, die over de lengte van een bergtop ligt. Hochburg-Ach ligt er aan de overkant van de Salzach in Oostenrijk.
Het oude centrum van de stad ligt tussen de burcht en de Salzach. Het is een brede winkelstraat met gepleisterde huizen.

## Burg zu Burghausen
Met een lengte van meer dan 1000 m is de burcht de meest langgerekte van Europa. De burcht bestaat uit zes hoven, die achter elkaar liggen. De ingang is aan het begin van de meest oostelijke hof.
Met de bouw is in 1025 begonnen, maar een groot deel van de burcht is in 1500 nog door het huis Wittelsbach gebouwd.
Eerst stroomde de Salzach in een lange bocht om de burcht heen en lag daar dus aan beide kanten van. Later is een bocht hogerop van de Salzach doorgestoken en stroomt de Salzach alleen nog ten oosten van de burcht. De oude bedding wordt nog wel met water gevoed. Aan de noordkant van de burcht is van de oude bedding een recreatieplas gemaakt.

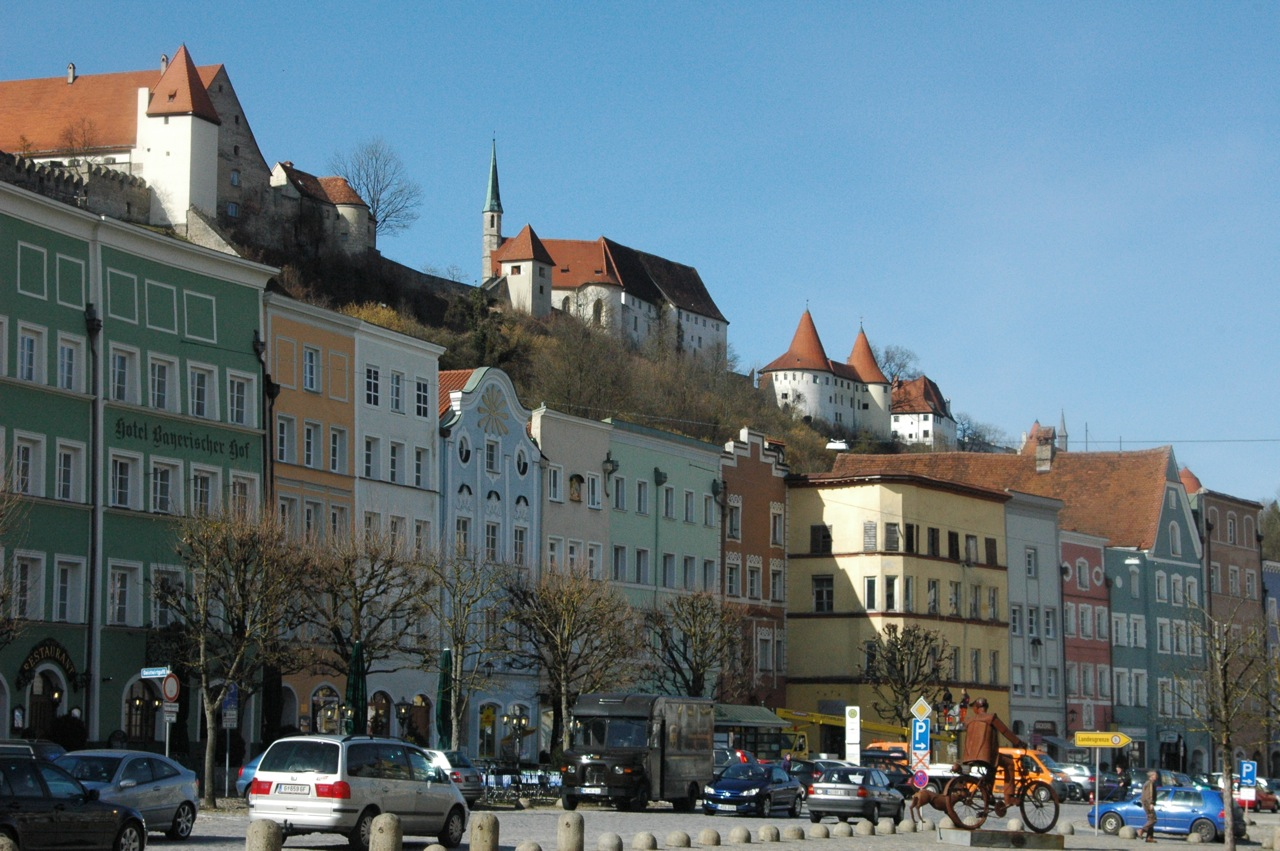
het centrum
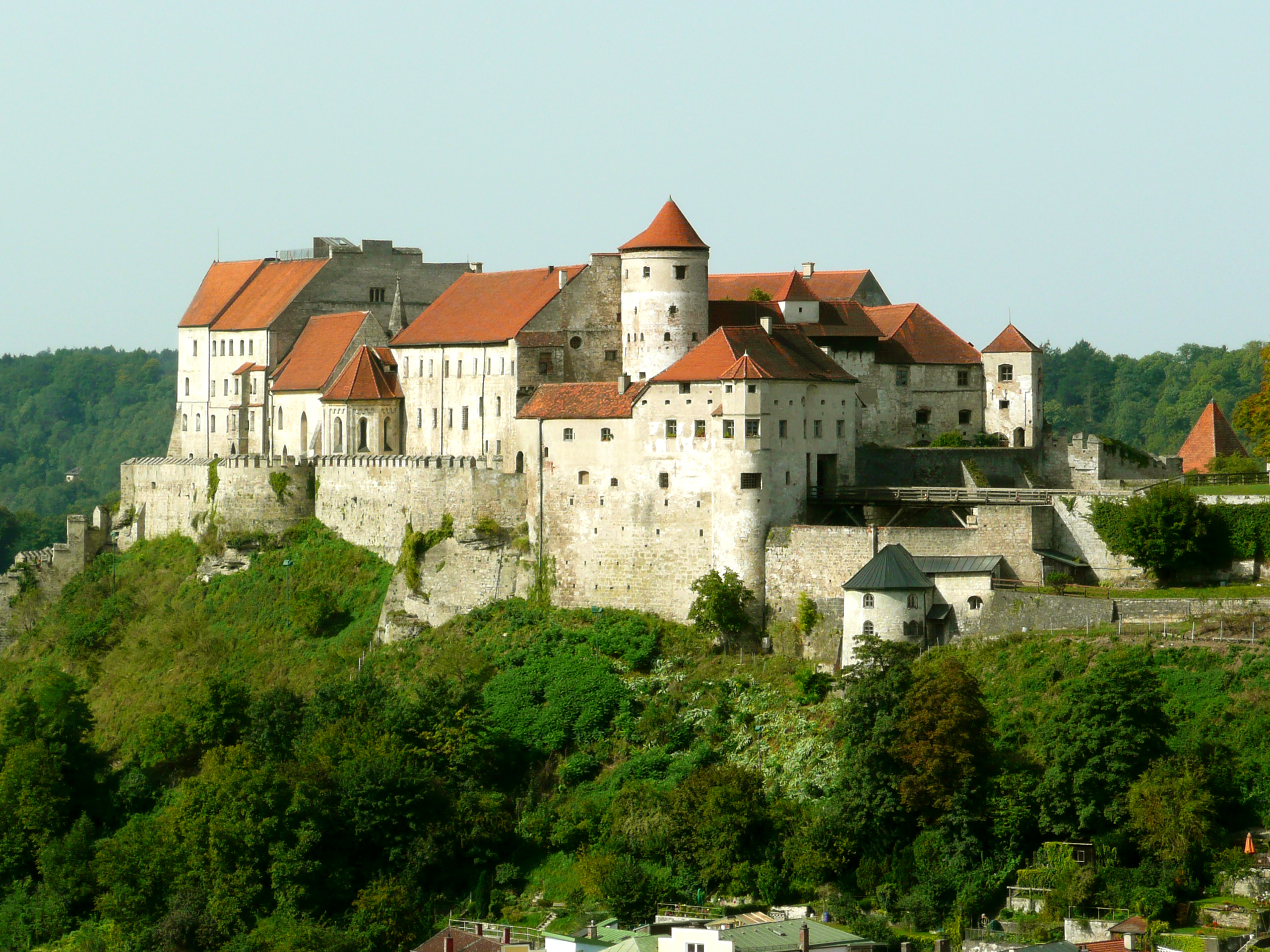
de burcht

Altötting ·
Burghausen ·
Burgkirchen an der Alz ·
Emmerting ·
Erlbach ·
Feichten an der Alz ·
Garching an der Alz ·
Haiming ·
Halsbach ·
Kastl ·
Kirchweidach ·
Marktl ·
Mehring ·
Neuötting ·
Perach ·
Pleiskirchen ·
Reischach ·
Stammham ·
Teising ·
Töging am Inn ·
Tüßling ·
Tyrlaching ·
Unterneukirchen ·
Winhöring